# Volvo Women's Open 2002
Volvo Women's Open 2002 — жіночий тенісний турнір, що проходив на відкритих кортах з твердим покриттям у Паттайї (Таїланд). Належав до турнірів 5-ї категорії в рамках Туру WTA 2002. Відбувсь удванадцяте і тривав з 4 до 10 листопада 2002 року. Несіяна Анжелік Віджайя здобула титул в одиночному розряді й отримала 16 тис. доларів США.

## Фінальна частина

### Одиночний розряд
Анжелік Віджайя —  Чо Юн Чон, 6–2, 6–4
- Для Віджайї це був 1-й титул в одиночному розряді за сезон і 2-й - за кар'єру.

### Парний розряд
Келлі Лігган /  Рената Ворачова —  Ліна Красноруцька /  Тетяна Панова, 7–5, 7–6(9–7)